# 차은택
차은택(1969년 12월 16일 ~ )은 대한민국의 공연연출가이다. 2016년 최순실의 지인으로 주목받고 있다. 최순실(장시호의 이모)과 장시호, 안종범, 정호성, 송성각(차은택의 지인)과 검찰에 체포됐다.

## 약력
차은택은 광고계, 음악계, 영화계 등 다양한 분야에서 활동한 영상전문가다. 1992년 연극연출가로 데뷔한 그는 이후 1997년 M/V 이민규 ‘아가씨’로 뮤직비디오 감독 데뷔했다. 가수 이효리의 ’U-Go-Girl’, 가수 보아의 ’Eat You Up’, 그룹 빅뱅의 ’거짓말’, ’하루하루’, 가수 왁스의 ’화장을 고치고’, 가수 이승환의 ’애원’, 가수 브라운아이즈의 ’벌써 1년’, ’점점’ 등의 뮤직비디오를 만들었다. SKT '붉은 악마' 시리즈, 배우 정우성·전지현의 '2% 부족할 때', 이효리의 '애니모션' 등 수많은 CF를 만들어냈다. 가수 백지영의 곡 ’사랑안해’의 작사가이기도 하였다. 골든 디스크 뮤직비디오 감독상을 세 차례(2001년, 2005년, 2006년) 수상하였고 칸 국제광고제 뉴미디어부문 금상(2002년)을 탔다. 2013년 1월에는 5.18을 배경으로 한 뮤직비디오 "슬픈 약속"을 제작했다. 뮤직비디오에는 지창욱, 박보영 등이 출연했다.
박근혜 정부에서 대통령비서실 교육문화수석을 역임한 바 있는 김상률의 외조카기도 하다. 박근혜 정부에서 인천아시안게임 영상감독, 밀라노 엑스포 전시관 영상감독, 창조경제추진단장, 대통령직속 문화융성위원회 위원을 역임했다.
박근혜-최순실 게이트를 수사 중인 서울중앙지검 형사8부가 2016년 10월 26일 차은택 자택을 압수수색했다고 밝혔다. 검찰은 이날 미르·K스포츠재단과 전국경제인연합 사무실 등도 동시 압수수색에 들어갔다.

## 학력
- 휘문고등학교[9]
- 1988년 ~ 1994년: 상지대학교 공예학과[9]
- 홍익대학교 영상대학원 영상디자인학 석사[9]
- 동국대학교 문화예술대학원 연극영화학 수료[9]

## 수상 경력
- 2001 하이원 서울가요대상 뮤직비디오상
- 2001 SBS 가요대전 올해의 뮤직비디오상
- 2002 SBS 가요대전 올해의 뮤직비디오상
- 2002 KBS 가요대상 뮤직비디오상
- 2003 하이원 서울가요대상 최고 뮤직비디오상

## 같이 보기
- 송성각